# Grands Causses
Los Grands Causses son una denominación relativamente reciente para designar a un conjunto de altas mesetas calcáreas que se extienden por el sur del Macizo Central de Francia. Tienen unas alturas entre 700 a 1200 msnmm. 

## Geografía

### Situación
Los Grands Causses están delimitados de la manera siguiente:
- Al norte por el Aubrac y la Margeride
- Al este por los Cévennes y el Montpelliérais
- Al sur por el Lodévois (Escandorgue)
- Al oeste por el Lévézou y el Saint-Affricain

### Su conjunto

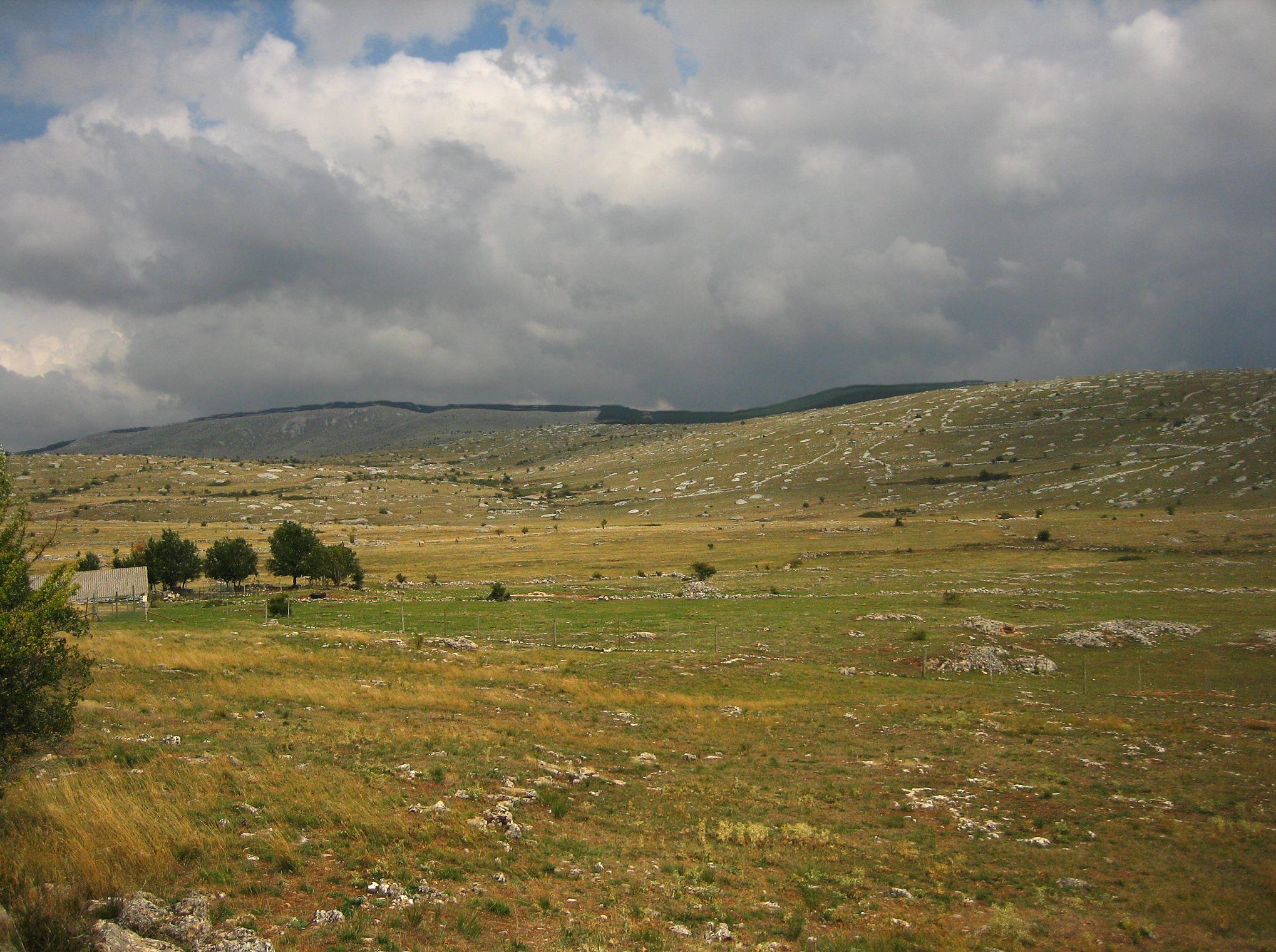
El causse Méjean

Los Grands Causses están formados por siete causses principales:
1. El causse Comtal (Aveyron)
2. El causse de Sévérac (Aveyron)
3. El causse de Sauveterre (Lozère)
4. El causse Méjean (Lozère)
5. El causse Noir (Aveyron y Gard)
6. El causse Rouge (Aveyron)
7. El causse ou plateau du Larzac (Aveyron y Hérault)

y de un gran número de causses periféricos más pequeños (ejemplos: causse de Mende, causse de Blandas, causse de Changefège, causse-Bégon, etc).

## Geología, topografía

### Resumen de la historia geológica y geomorfológica de la región
Los "Grands Causses" forman un conjunto de mesetas calcáreas que datan en su parte fundamental del Jurásico. Se encuentran pocos afloramientos de depósitos que daten del período anterior (Triásico) excepto al sur, en el Saint Affriquain y el Lodèvois. En cuanto a los depósitos posteriores al jurásico (cretáceo), son casi ausentes. Los sedimentos que se depositaron en el jurásico en un golfo con aguas calientes encuadrado de bloques hercinianos más o menos levantados y delimitado por fallas que corresponden a líneas de debilidad del zócalo. El eje mediano de la sedimentación de la región de los Causses corresponde a una línea que va de Millau a Mende: esta es en la que los sedimentos son los más gruesos (1500 m por emplazamiento). Al sector, a raíz del levantamiento de los Alpes y de los Pirineos, el conjunto de los sedimentos fue levantado sin plegamiento por el junta de las antiguas fallas del zócalo primario y se encuentra en posición sumergido (esta es la razón que explica la ausencia de sedimentos del cretáceo y de tiempos más recientes). Las fallas se agrupan en dos categorías: las meridianas, correspondiendo a fuerzas de compresión viniendo de los Pirineos y las transversales, correspondiendo a fuerzas de compresión viniendo del arco alpino. 
Los depósitos jurásico dolomíticos calcáreos que se encuentran al aire libre, van a someterse a continuación a la erosión cárstica. Los cursos de agua, en particular el Tarn y el Jonte, con el paso del tiempo van a crear unos barrancos impresionantes o formar cavidades subterráneas. Las dolomías, al ser erosionadas, producen localmente formas originales (lapiaz gigantes) que se puede admirar en lugares como Montpellier-le-Vieux o Nîmes-le-Vieux. 

### Estratigrafía
| Periodo  | Época  | Etapa           | Subetapa   | Características principales |
| -------- | ------ | --------------- | ---------- | --- |
| Triásico |        |                 |            | Grosor: 300 m en el Lodévois pero se va reduciendo hacia el norte (aún presente en la región de Ste África) |
| Jurásico | Lías   | Hettangiense    |            | Compuesto de dolomías, casi sin fósiles. Capa muy gruesa al oeste (200 a 250 m según un eje Lodève-Millau) pero mucho menos al este y al norte (50 m a Séverac). |
|          |        | Sinemuriense    |            | Nivel complejo formado de una alternancia de Calcarenito, de dolomía a pasta fina, de margas hojaldradas o de calizas margosas. Los cascajos son numerosos. Fósiles: Crinoideas, biostromas, lamelibranquios, amonitas en las calizas margosas. Máximo de grosor de la capa sobre un eje Nant - Verrières (150 m) pero disminución rápida alrededor de esta zona. |
|          |        | Pliensbachiense | Carixiense | Calizas encriníticas. Numerosos fósiles. Potencia máxima según un eje -Mende millau (30 a 50 m) pero pasa a 10 m sobre los bordes. |
|          |        |                 | Domeriense | Margas negras que se desconchan en lentejuelas esquistoides. Potencia máxima según un eje -Mende millau (70 a 80 m). Incorporación de elementos detríticos (cuarzo, feldespatos) al este de la región. |
|          |        | Toarciense      |            | Margas calcáreas, bituminosas, dispuestas en hojas pizarreros. Camas de calizas duras intercaladas. Potencia máxima según un eje -Mende millau (200 m). |
|          | Dogger | Aaleniense      |            | Calizas azules y silíceas. Calizas más bien margosas en la base, más puras en la cumbre. Fósiles: Cancellophycus. Potencia: de 50 a 60 m bastante constante. |
|          |        | Bajociense      |            | Calizas dolomíticas a la base, calizas oolíticas en la parte superior. Desaparición de los cancellophycus. Máximo de la sedimentación en la región de Millau. El grosor de la capa se mantiene casi por todas partes sobre los 50 m. |
|          |        | Bathoniense     |            | En la base, alternancia de arcilla, de esquistos bituminosos y de calizas finas. Varias pequeñas capas de carbón. Sobre este nivel, calizas sublitográficas (potencia: 150 a 200 m en el centro de la región). En el bathoniense superior, se encuentra una potente formación de dolomías (200 m de grosor).                                                      |
|          |        | Calloviense     |            | Caliza cristalina (zona oriental solamente: del Causse de Mende al norte hasta el Causse de Blandas al sur) poco grueso (2 a 10 m). |
|          | Malm   | Oxfordiense     |            | Calizas margosas en el Oxfordiense medio (25 m). Al superior, potente serie, muy monótona, de calizas claras (200 a 300 m). |
|          |        | Kimmeridgiense  |            | En la base, calizas sublitográficas con una fauna de amonitas. La parte superior está constituida por caliza blanca o dolomía gris (potencia: 100 a 150 m) |
|          |        | Titoniense      |            | Calizas blancas o sonsosadas. Fósiles: Nerineas, políperos. Calcáreos no dolomitizados. Grosor de alrededor de 100 m. |

El cretáceo está casi completamente ausente de la región de los Causses. Sin embargo se encontraron algunos depósitos al sur de la región (vallée de la Vis) procedente del mar cretáceo que cubría el Languedoc. 